# Callén
Callén es un pueblo aragonés en el actual término municipal de Grañén, en la comarca de los Monegros, provincia de Huesca, que en 2019, según el INE contaba con 48 habitantes.

## Historia
Según Agustín Ubieto Arteta, la primera referencia al pueblo es de 1083, recogida en la obra de José Salarrullana de Dios Documentos correspondiente al reinado de Sancio Ramírez, desde 1063 hasta 1094, en Colección de documentos prepara lo estudio de la Historia de Aragón, III (Zaragoza, 1907). Ahí se documentan las variantes Calyen, Callen, Caylen, Gallen, Galgen, Gallien, Galgagen, Galdagen, Kalgen y Quallen.

## Demografía
| Gráfica de evolución demográfica de Callén entre 1842 y 1970 |
| |
| Población de derecho según los censos de población del INE Población de hecho según los censos de población del INEEntre el censo de 1981 y el anterior, este municipio desaparece porque se integra en el municipio Grañen |